# Христос на троні з янголами, що йому вклоняються
«Христос на троні з янголами, що йому вклоняються» (італ. Cristo in trono adorato da angeli) — картина італійського живописця Джованні да Мілано. Створена у 1371 році. Зберігається у Пінакотеці Брера в Мілані (в колекції з 1970 року).

## Історія
За епохою Данте Аліг'єрі і Джотто ді Бондоне настав глибокий поворот у культурі Європи, позначений чумою 1348 року. Свідченням повернення до архаїчної суворості живопису другої половини XIV століття є твори Джованні да Мілано, уродженця провінції Комо, який став основоположником тосканської післяджоттівської школи.
Ця дошка з'явилась у колекції Пінакотеки у 1970 році завдяки втручанню «Друзів Брери». Це єдина робота художника, яка зберігається на його батьківщині. «Христос на троні», ймовірно, був центральною дошкою поліптиха (частини якого нині знаходяться в різних музеях світу), в 1371 році написаного Джованні да Мілано для флорентійського монастиря Санта-Марія-дельї-Анджелі.

## Опис
Сюжет картини натхненний Апокаліпсисом: Христос показаний як Всевишній суддя і повелитель. Добре читається текст книги, що починається словами: «Ego sum alpha et omega» («Я є альфа і омега [початок і кінець] усього»).
Фронтальна фігура Христа на троні, прикрашеного головами левів, виділяється на щільному золотому фоні, завдяки також насиченому колориту, що зберігся. Обличчя Христа зображене в ідеальному фронтальному ракурсі, але його погляд звернений не на глядача. Знову виникає тема неземного спокою і різниці божественного і людських начал в дусі візантійського мистецтва.
Трон Христа нагадує низьку імператорську лавку, прикрашений символічними головами левів; високі сходинки, що ведуть на подіум вкриті чудовою парчею. По бокам зображені у профіль чотири янголи на колінах, ніби бояться Всевишнього судді.